# Sistema de Engler
O sistema Engler foi um dos primeiros sistemas de classificação de plantas, e o primeiro concebido como filogenético, depois que Darwin difundiu a sua Teoria da Seleção Natural. Foi desenvolvido pelo botânico alemão Adolf Engler (1844-1930) com uma primeira edição em 1892, e continuado por outros colaboradores até sua última edição em 1964, editada por H. Melchior.
Devido às lacunas do conhecimento em anatomia e biologia molecular das plantas naquele tempo, o sistema está baseado principalmente em características morfológicas obtidas por acessos relativamente simples com lupas e microscópio.
Embora este sistema de classificação já não seja mais considerado filogenético, muitos livros de taxonomia ainda estão ordenados segundo este sistema.
Este sistema concebe uma circunscrição tradicionalista do reino Plantae. Numa época em que todos os seres vivos eram considerados plantas ou animais, o sistema de classificação acolheu como plantas todos os organismos com capacidade de fotosintetizar e os organismos sem mobilidade.
Engler concebeu o reino das plantas como compostos por Divisões de organismos fotossintéticos ou sem mobilidade cada vez mais complexos, sendo os mais complexos descendentes dos mais simples. Os conhecimentos da época não lhe permitiram obter muitos acertos nas divisões "inferiores" do reino Plantae.

## Divisões do reino Plantae
De acordo com Engler, em seu livro "Syllabus der Pflanzenfamilien" (1924), os grupos principais de plantas são:
- Reino Plantae
- Divisão I. Schizophyta
- Divisão II. Phytosarcodina
- Divisão III. Flagellatae
- Divisão IV. Dinoflagellatae
- Divisão V. Bacillariophyta
- Divisão VI. Conjugatae
- Divisão VII. Chlorophyceae
- Divisão VIII. Charophyta
- Divisão IX. Phaeophyceae
- Divisão X. Rhodophyceae
- Divisão XI. Eumycetes

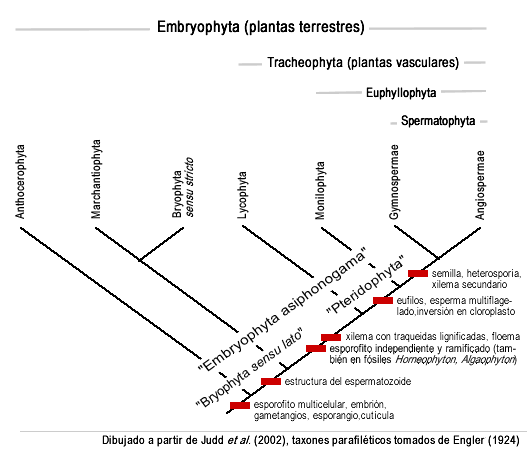
Relacões das embriófitas com os grupo grupos monofiléticos atuais..

- Divisão XII. Embryophyta asiphonogama
Subdivisão 1. Bryophyta
Subdivisão 2. Pteridophyta
- Divisão XIII. Embryophyta siphonogama
Subdivisão 1. Gymnospermae
Subdivisão 2. Angiospermae
Classe 1. Monocotyledoneae
Classe 2. Dicotyledoneae

## Pteridophyta
A classificação da classe Filicopsida das Pteridófitas sensu Engler é:
- Divisão XII. Embryophyta asiphonogama
Subdivisão 2. Pteridophyta
Classe 1. Psilotopsida
Ordem 1. Psilotales
Família 1. Psilotaceae
Classe 2. Sphenopsida
Ordem 1. Equisetales
Família 1. Equisetaceae
Classe 3.Lycopsida
Ordem 1. Lycopodiales
Família 1. Lycopodiaceae
Ordem 2. Selaginellales
Família 1. Selaginellaceae
Ordem 3. Isoetales
Família 1. Isoetaceae
Classe 4. Filicopsida
Subclasse 1. Marattiidae
Ordem 1. Marattiales
Família 1. Marattiaceae
Subclasse 2. Ophioglossidae
Ordem 1. Ophioglossales
Família 1. Ophioglossaceae
Subclasse 3. Osmundidae
Ordem 1. Osmundales
Família 1. Osmundaceae
Subclasse 4. Filicidae
Ordem 1. Schizaeales
Família 1. Schizaeaceae
Ordem 2. Hymenophyllales
Família 1. Hymenophyllaceae
Ordem 3. Dicksoniales
Família 1. Dicksoniaceae
Família 2. Thyrsopteridaceae
Família 3. Dennstaedtiaceae
Ordem 4. Cyatheales
Família 1. Cyatheaceae
Família 2. Lophosoriaceae
Ordem 5. Gleicheniales
Família 1. Gleicheniaceae
Ordem 6. Pteridales
Família 1. Adiantaceae
Família 2. Parkeriaceae
Família 3. Vittariaceae
Ordem 7. Davalliales
Família 1. Davalliaceae
Ordem 8. Aspidiales
Família 1. Aspidiaceae
Família 2. Aspleniaceae
Família 3. Athyriaceae
Família 4. Lomariopsidaceae
Família 5. Thelypteridaceae
Ordem 9. Blechnales
Família 1. Blechnaceae
Ordem 10. Polypodiales
Família 1. Polypodiaceae
Família 2. Grammitidaceae
Subclasse 5. Marsileidae
Ordem 1. Marsileales
Família 1. Marsileaceae
Subclasse 6. Salviniidae
Ordem 1. Salviniales
Família 1. Salviniaceae
Família 2. Azollaceae

## Angiospermae
A classificação das Angiospermas de acordo com a última edição do "Syllabus der Pflanzenfamilien" (12ª edição, 1964), também considerado como "sistema Melchior" ou "sistema Engler modificado", é a seguinte:
- Divisão XIII. Embryophyta siphonogama
Subdivisão 2. Angiospermae

### Monocotyledoneae
- Classe 1. Monocotyledoneae
Ordem 1. Helobiae
Subordem 1. Alismatineae
Família 1. Alismataceae
Família 2. Butomaceae
Subordem 2. Hydrocharitineae
Família 1. Hydrocharitaceae
Subordem 3. Scheuchzeriineae
Família 1. Scheuchzeriaceae
Subordem 4. Potamogetonineae
Família 1. Aponogetonaceae
Família 2. Juncaginaceae
Família 3. Potamogetonaceae
Família 4. Najadaceae
Família 5. Zannichelliaceae
Ordem 2. Triuridales
Família 1. Triuridaceae
Ordem 3. Liliiflorae
Subordem 1. Liliineae
Família 1. Liliaceae
Família 2. Xanthorrhoeaceae
Família 3. Stemonaceae
Família 4. Agavaceae
Família 5. Haemodoraceae
Família 6. Cyanastraceae
Família 7. Amaryllidaceae
Família 8. Hypoxidaceae
Família 9. Velloziaceae
Família 10. Taccaceae
Família 11. Dioscoreaceae
Subordem 2. Pontederiineae
Família 1. Pontederiaceae
Subordem 3. Iridineae
Família 1. Iridaceae
Família 2. Geosiridaceae
Subordem 4. Burmanniineae
Família 1. Burmanniaceae
Família 2. Corsiaceae
Subordem 5. Philydrineae
Família 1. Philydraceae
Ordem 4. Juncales
Família 1. Juncaceae
Família 2. Thurniaceae
Ordem 5. Bromeliales
Família 1. Bromeliaceae
Ordem 6. Commelinales
Subordem 1. Commelinineae
Família 1. Commelinaceae
Família 2. Xyridaceae
Família 3. Mayacaceae
Família 4. Rapateaceae
Subordem 2. Eriocaulineae
Família 1. Eriocaulaceae
Subordem 3. Restionineae
Família 1. Restionaceae
Família 2. Centrolepidaceae
Subordem 4. Flagellariineae
Família 1. Flagellariaceae
Ordem 7. Graminales
Família 1. Gramineae ou Poaceae
Ordem 8. Principes
Família 1. Palmae ou Arecaceae
Ordem 9. Synanthae
Família 1. Cyclanthaceae
Ordem 10. Spathiflorae
Família 1. Araceae
Família 2. Lemnaceae
Ordem 11. Pandanales
Família 1. Pandanaceae
Família 2. Sparganiaceae
Família 3. Typhaceae
Ordem 12. Cyperales
Família 1. Cyperaceae
Ordem 13. Scitamineae
Família 1. Musaceae
Família 2. Zingiberaceae
Família 3. Cannaceae
Família 4. Marantaceae
Família 5. Lowiaceae
Ordem 14. Microspermae
Família 1. Orchidaceae

### Dicotyledoneae
- Classe 2. Dicotyledoneae
Subclasse 1. Archychlamydeae
Ordem 1. Casuarinales
Família 1. Casuarinaceae
Ordem 2. Juglandales
Família 1. Myricaceae
Família 2. Juglandaceae
Ordem 3. Balanopales
Família 1. Balanopaceae
Ordem 4. Leitneriales
Família 1. Leitneriaceae
Família 2. Didymelaceae
Ordem 5. Salicales
Família 1. Salicaceae
Ordem 6. Fagales
Família 1. Betulaceae
Família 2. Fagaceae
Ordem 7. Urticales
Família 1. Rhoipteleaceae
Família 2. Ulmaceae
Família 3. Moraceae
Família 4. Urticaceae
Família 5. Eucommiaceae
Ordem 8. Proteales
Família 1. Proteaceae
Ordem 9. Santalales
Subordem 1. Santalineae
Família 1. Olacaceae
Família 2. Dipentodontaceae
Família 3. Opiliaceae
Família 4. Grubbiaceae
Família 5. Santalaceae
Família 6. Misodendraceae
Subordem 2. Loranthineae
Família 1. Loranthaceae
Ordem 10. Balanophorales
Família 1. Balanophoraceae
Ordem 11. Medusandrales
Família 1. Medusandraceae
Ordem 12. Polygonales
Família 1. Polygonaceae
Ordem 13. Centrospermae
Subordem 1. Phytolaccineae
Família 1. Phytolaccaceae
Família 2. Gyrostemonaceae
Família 3. Achatocarpaceae
Família 4. Nyctaginaceae
Família 5. Molluginaceae
Família 6. Aizoaceae
Subordem 2. Portulacineae
Família 1. Portulacaceae
Família 2. Basellaceae
Subordem 3. Caryophyllineae
Família 1. Caryophyllaceae
Subordem 4. Chenopodiineae
Família 1. Dysphaniaceae
Família 2. Chenopodiaceae
Família 3. Amaranthaceae
Família 4. Didiereaceae
incertae sedis
Ordem 14. Cactales
Família 1. Cactaceae
Ordem 15. Magnoliales
Família 1. Magnoliaceae
Família 2. Degeneriaceae
Família 3. Himantandraceae
Família 4. Winteraceae
Família 5. Annonaceae
Família 6. Eupomatiaceae
Família 7. Myristicaceae
Família 8. Canellaceae
Família 9. Schisandraceae
Família 10. Illiciaceae
Família 11. Austrobaileyaceae
Família 12. Trimeniaceae
Família 13. Amborellaceae
Família 14. Monimiaceae
Família 15. Calycanthaceae
Família 16. Gomortegaceae
Família 17. Lauraceae
Família 18. Hernandiaceae
Família 19. Tetracentraceae
Família 20. Trochodendraceae
Família 21. Eupteleaceae
Família 22. Cercidiphyllaceae
Ordem 16. Ranunculales
Subordem 1. Ranunculineae
Família 1. Ranunculaceae
Família 2. Berberidaceae
Família 3. Sargentodoxaceae
Família 4. Lardizabalaceae
Família 5. Menispermaceae
Subordem 2. Nymphaeineae
Família 1. Nymphaeaceae
Família 2. Ceratophyllaceae
Ordem 17. Piperales
Família 1. Saururaceae
Família 2. Piperaceae
Família 3. Chloranthaceae
Família 4. Lactoridaceae
Ordem 18. Aristolochiales
Família 1. Aristolochiaceae
Família 2. Rafflesiaceae
Família 3. Hydnoraceae
Ordem 19. Guttiferales
Subordem 1. Dilleniineae
Família 1. Dilleniaceae
Família 2. Paeoniaceae
Família 3. Crossosomataceae
Família 4. Medusagynaceae
Família 5. Actinidiaceae
Família 6. Eucryphiaceae
Subordem 2. Ochnineae
Família 1. Ochnaceae
Família 2. Dioncophyllaceae
Família 3. Strasburgeriaceae
Família 4. Dipterocarpaceae
Subordem 3. Theineae
Família 1. Theaceae
Família 2. Caryocaraceae
Família 3. Marcgraviaceae
Família 4. Quiinaceae
Família 5. Guttiferae ou Clusiaceae
Subordem 4. Ancistrocladineae
Família 1. Ancistrocladaceae
Ordem 20. Sarraceniales
Família 1. Sarraceniaceae
Família 2. Nepenthaceae
Família 3. Droseraceae
Ordem 21. Papaverales
Subordem 1. Papaverineae
Família 1. Papaveraceae
Subordem 2. Capparineae
Família 1. Capparaceae
Família 2. Cruciferae ou Brassicaceae
Família 3. Tovariaceae
Subordem 3. Resedineae
Família 1. Resedaceae
Subordem 4. Moringineae
Família 1. Moringaceae
Ordem 22. Batales
Família 1. Bataceae
Ordem 23. Rosales
Subordem 1. Hamamelidineae
Família 1. Platanaceae
Família 2. Hamamelidaceae
Família 3. Myrothamnaceae
Subordem 2. Saxifragineae
Família 1. Crassulaceae
Família 2. Cephalotaceae
Família 3. Saxifragaceae
Família 4. Brunelliaceae
Família 5. Cunoniaceae
Família 6. Davidsoniaceae
Família 7. Pittosporaceae
Família 8. Byblidaceae
Família 9. Roridulaceae
Família 10. Bruniaceae
Subordem 3. Rosineae
Família 1. Rosaceae
Família 2. Neuradaceae
Família 3. Chrysobalanaceae
Subordem 4. Leguminosineae
Família 1. Connaraceae
Família 2. Leguminosae ou Fabaceae
Família 3. Krameriaceae
Ordem 24. Hydrostachyales
Família 1. Hydrostachyaceae
Ordem 25. Podostemales
Família 1. Podostemaceae
Ordem 26. Geraniales
Subordem 1. Limnanthineae
Família 1. Limnanthaceae
Subordem 2. Geraniineae
Família 1. Oxalidaceae
Família 2. Geraniaceae
Família 3. Tropaeolaceae
Família 4. Zygophyllaceae
Família 5. Linaceae
Família 6. Erythroxylaceae
Subordem 3. Euphorbiineae
Família 1. Euphorbiaceae
Família 2. Daphniphyllaceae
Ordem 27. Rutales
Subordem 1. Rutineae
Família 1. Rutaceae
Família 2. Cneoraceae
Família 3. Simaroubaceae
Família 4. Picrodendraceae
Família 5. Burseraceae
Família 6. Meliaceae
Subordem 2. Malpighiineae
Família 1. Malpighiaceae
Família 2. Trigoniaceae
Família 3. Vochysiaceae
Subordem 3. Polygalineae
Família 1. Tremandraceae
Família 2. Polygalaceae
Ordem 28. Sapindales
Subordem 1. Coriariineae
Família 1. Coriariaceae
Subordem 2. Anacardiineae
Família 1. Anacardiaceae
Subordem 3. Sapindineae
Família 1. Aceraceae
Família 2. Bretschneideraceae
Família 3. Sapindaceae
Família 4. Hippocastanaceae
Família 5. Sabiaceae
Família 6. Melianthaceae
Família 7. Aextoxicaceae
Subordem 4. Balsamineae
Família 1. Balsaminaceae
Ordem 29. Julianiales
Família 1. Julianiaceae
Ordem 30. Celastrales
Subordem 1. Celastrineae
Família 1. Cyrillaceae
Família 2. Pentaphylacaceae
Família 3. Aquifoliaceae
Família 4. Corynocarpaceae
Família 5. Pandaceae
Família 6. Celastraceae
Família 7. Staphyleaceae
Família 8. Hippocrateaceae
Família 9. Stackhousiaceae
Família 10. Salvadoraceae
Subordem 2. Buxineae
Família 1. Buxaceae
Subordem 3. Icacinineae
Família 1. Icacinaceae
Família 2. Cardiopteridaceae
Ordem 31. Rhamnales
Família 1. Rhamnaceae
Família 2. Vitaceae
Família 3. Leeaceae
Ordem 32. Malvales
Subordem 1. Elaeocarpineae
Família 1. Elaeocarpaceae
Subordem 2. Sarcolaenineae
Família 1. Sarcolaenaceae
Subordem 3. Malvineae
Família 1. Tiliaceae
Família 2. Malvaceae
Família 3. Bombacaceae
Família 4. Sterculiaceae
Subordem 4. Scytopetalineae
Família 1. Scytopetalaceae
Ordem 33. Thymelaeales
Família 1. Geissolomataceae
Família 2. Penaeaceae
Família 3. Dichapetalaceae
Família 4. Thymelaeaceae
Família 5. Elaeagnaceae
Ordem 34. Violales
Subordem 1. Flacourtiineae
Família 1. Flacourtiaceae
Família 2. Peridiscaceae
Família 3. Violaceae
Família 4. Stachyuraceae
Família 5. Scyphostegiaceae
Família 6. Turneraceae
Família 7. Malesherbiaceae
Família 8. Passifloraceae
Família 9. Achariaceae
Subordem 2. Cistineae
Família 1. Cistaceae
Família 2. Bixaceae
Família 3. Sphaerosepalaceae
Família 4. Cochlospermaceae
Subordem 3. Tamaricineae
Família 1. Tamaricaceae
Família 2. Frankeniaceae
Família 3. Elatinaceae
Subordem 4. Caricineae
Família 1. Caricaceae
Subordem 5. Loasineae
Família 1. Loasaceae
Subordem 6. Begoniineae
Família 1. Datiscaceae
Família 2. Begoniaceae
Ordem 35. Cucurbitales
Família 1. Cucurbitaceae
Ordem 36. Myrtiflorae
Subordem 1. Myrtineae
Família 1. Lythraceae
Família 2. Trapaceae
Família 3. Crypteroniaceae
Família 4. Myrtaceae
Família 5. Dialypetalanthaceae
Família 6. Sonneratiaceae
Família 7. Punicaceae
Família 8. Lecythidaceae
Família 9. Melastomataceae
Família 10. Rhizophoraceae
Família 11. Combretaceae
Família 12. Onagraceae
Família 13. Oliniaceae
Família 14. Haloragaceae
Família 15. Theligonaceae
Subordem 2. Hippuridineae
Família 1. Hippuridaceae
Subordem 3. Cynomoriineae
Família 1. Cynomoriaceae
Ordem 37. Umbelliflorae
Família 1. Alangiaceae
Família 2. Nyssaceae
Família 3. Davidiaceae
Família 4. Cornaceae
Família 5. Garryaceae
Família 6. Araliaceae
Família 7. Umbelliferae ou Apiaceae
Subclasse 2. Sympetalae
Ordem 1. Diapensiales
Família 1. Diapensiaceae
Ordem 2. Ericales
Família 1. Clethraceae
Família 2. Pyrolaceae
Família 3. Ericaceae
Família 4. Empetraceae
Família 5. Epacridaceae
Ordem 3. Primulales
Família 1. Theophrastaceae
Família 2. Myrsinaceae
Família 3. Primulaceae
Ordem 4. Plumbaginales
Família 1. Plumbaginaceae
Ordem 5. Ebenales
Subordem 1. Sapotineae
Família 1. Sapotaceae
Família 2. Sarcospermataceae
Subordem 2. Ebenineae
Família 1. Ebenaceae
Família 2. Styracaceae
Família 3. Lissocarpaceae
Família 4. Symplocaceae
Família 5. Hoplestigmataceae
Ordem 6. Oleales
Família 1. Oleaceae
Ordem 7. Gentianales
Família 1. Loganiaceae
Família 2. Desfontainiaceae
Família 3. Gentianaceae
Família 4. Menyanthaceae
Família 5. Apocynaceae
Família 6. Asclepiadaceae
Família 7. Rubiaceae
Ordem 8. Tubiflorae
Subordem 1. Convolvulineae
Família 1. Polemoniaceae
Família 2. Fouquieriaceae
Família 3. Convolvulaceae
Subordem 2. Boraginineae
Família 1. Hydrophyllaceae
Família 2. Boraginaceae
Família 3. Lennoaceae
Subordem 3. Verbenineae
Família 1. Verbenaceae
Família 2. Callitrichaceae
Família 3. Labiatae ou Lamiaceae
Subordem 4. Solanineae
Família 1. Nolanaceae
Família 2. Solanaceae
Família 3. Duckeodendraceae
Família 4. Buddlejaceae
Família 5. Scrophulariaceae
Família 6. Globulariaceae
Família 7. Bignoniaceae
Família 8. Henriqueziaceae
Família 9. Acanthaceae
Família 10. Pedaliaceae
Família 11. Martyniaceae
Família 12. Gesneriaceae
Família 13. Columelliaceae
Família 14. Orobanchaceae
Família 15. Lentibulariaceae
Subordem 5. Myoporineae
Família 1. Myoporaceae
Subordem 6. Phrymineae
Família 1. Phrymaceae
Ordem 9. Plantaginales
Família 1. Plantaginaceae
Ordem 10. Dipsacales
Família 1. Caprifoliaceae
Família 2. Adoxaceae
Família 3. Valerianaceae
Família 4. Dipsacaceae
Ordem 11. Campanulales
Família 1. Campanulaceae
Família 2. Sphenocleaceae
Família 3. Pentaphragmataceae
Família 4. Goodeniaceae
Família 5. Brunoniaceae
Família 6. Stylidiaceae
Família 7. Calyceraceae
Família 8. Compositae ou Asteraceae